# 伦纳德 (北达科他州)
伦纳德（英語：Leonard），是美国北达科他州下属的一座城市。根据2010年美国人口普查，该市有人口223人。2011年估计该市有人口227人，相对于2010年，增长率为1.79%。